# SuperMac

SuperMac logo

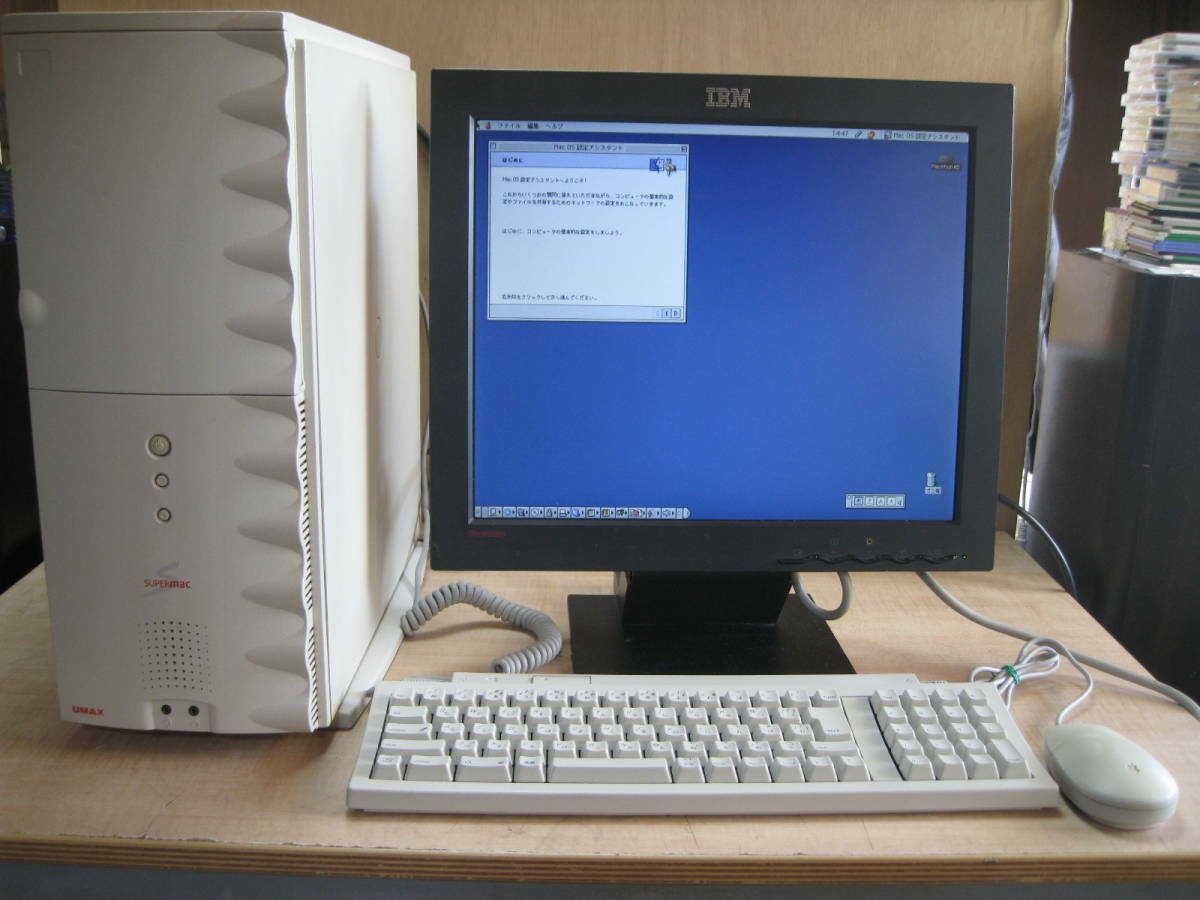
UMAX SuperMac S900 met Mac OS 9

De SuperMac was een serie Macintosh-klonen die door de Taiwanese computerfabrikant UMAX Technologies geproduceerd werd van 1996 tot 1998.

## Historiek
In een poging het succes van Windows 95 te repliceren en een Macintosh-compatibele markt te creëren, begon Apple vanaf december 1994 met Mac OS 7-licenties te verstrekken aan andere computerfabrikanten zoals Power Computing, Radius en UMAX.
De SuperMac-serie bestond uit de SuperMac S900/S910, J700, C500 en C500e/i/LT, C600e/v/LT/x en Aegis 200. Ze gebruikten versies van het moederbord van Apple, zoals Tsunami, Alchemy en Tanzania, die ontworpen waren om naast Apple-specifieke componenten uit de Power Macintosh-modellijn ook standaard PC-compatibele componenten te gebruiken. De machines waren populair in Azië, Europa en Noord-Amerika vanwege hun betrouwbaarheid en lage prijs. De modellen werden in Europa verkocht onder de namen "Pulsar" (S900), "Centauri" (J700) en "Apus" (C500 en C600). De Aegis was op zich een Europees model.
Nadat Steve Jobs in 1997 terugkeerde naar Apple als de nieuwe CEO, trok hij de licentie van alle producenten van Macintosh-klonen in behalve die van UMAX, vanwege hun low-end aanbod. Apple stond zelf niet sterk in dat marktsegment en UMAX was bovendien uitermate goed geplaatst om de aanwezigheid van het Macintosh-platform op de Oost-Aziatische markten uit te breiden. UMAX was de enige fabrikant van Macintosh-klonen die een licentie voor Mac OS 8 kreeg, die in juli 1998 afliep. UMAX wist dat ze de SuperMac niet konden blijven produceren zonder de Mac OS 8-licentie en probeerde de licentie te verlengen of te vernieuwen. Een conflict tussen Apple en UMAX over de plannen voor een SuperMac J710, die een directe concurrent van de op stapel staande iMac G3 van Apple zelf zou worden, heeft ertoe geleid dat de licentie niet verlengd werd. UMAX overwoog nog om het merk voort te zetten als pc-fabrikant maar besloot in plaats daarvan het merk op te doeken.
Op 27 mei 1998 stopte UMAX met de productie van op Mac OS gebaseerde computers en tegen 31 augustus was alle voorraad verkocht. De Mac OS 8-licentie was op 31 juli verlopen en alle resterende SuperMac-activiteiten (inclusief technische ondersteuning) werden ofwel beëindigd of opgenomen in de reguliere activiteiten van UMAX tegen het einde van 1998. UMAX bleef wel nog technische ondersteuning bieden voor SuperMac-machines tot eind juli 2002.

## Specificaties
De SuperMac werd verkocht in drie verschillende productlijnen: Pulsar (S900), Centauri (J700) en Apus (C500/C600). De SuperMac Aegis 200 was eigenlijk een J700-moederbord in een SuperMac C600-behuizing, hoofdzakelijk bedoeld voor de Europese zakelijke markt. Het laatste model dat door UMAX verkocht werd voor de stopzetting was de SuperMac S900 met een PowerPC G3-processor. UMAX werkte nog aan een J710 als opvolger van de J700 met een krachtigere G3-processor, maar die is er uiteindelijk nooit gekomen.
SuperMac-modelnummers werden bepaald met behulp van een standaardsysteem: (productlijn)/(CPU-snelheid)
- de productlijn was C500, C600, J700 of S900 en gaf aan welke CPU in de machine gebruikt werd
  - de C500 en C600 gebruikten PowerPC 603e-processoren
  - de J700 en S900 gebruikten PowerPC 604e-processoren
- de CPU-snelheid was de kloksnelheid van de processor in MHz

### UMAX SuperMac S900 (Pulsar)
De SuperMac S900 heeft een tower-behuizing, is gebaseerd op de Tsunami-architectuur en kan tot 2 processoren en maximum 1 GB geheugen bevatten (8x 168-pin DIMMs). De S900 heeft standaard een Apple Attachment Unit Interface (AAUI) voor de ethernetconnectie en kon uitgerust worden met een optionele E100 Extended Performance Card met 10/100BASE-T ethernet en UltraSCSI. In Europa werd de computer verkocht onder de naam "Pulsar xxx0" (waarbij xxx de kloksnelheid in MHz is).
| Model            | CPU                       | ROM | RAM  | VRAM | HD                 | CDROM | Mac OS    | Uitbreidingssleuf | Jaren             |
| ---------------- | ------------------------- | --- | ---- | ---- | ------------------ | ----- | --------- | ----------------- | ----------------- |
| S900/150         | PowerPC 604, 150 MHz      | 4MB | 16MB | 2MB  | 2,1 GB (SCSI-II)   | 4x    | 7.5.3-9.0 | 6 PCI             | 08/1996 - 07/1997 |
| S900/180         | PowerPC 604e, 180 MHz     | 4MB | 32MB | 4MB  | 2,1 GB (SCSI-II)   | 8x    | 7.5.3-9.0 | 6 PCI             | 06/1996 - 02/1997 |
| S900/180 DP      | PowerPC 604e, 180 MHz (2) | 4MB | 32MB | 4MB  | 2,1 GB (SCSI-II)   | 8x    | 7.5.3-9.0 | 6 PCI             | 06/1996 - 02/1997 |
| S900/200         | PowerPC 604e, 200 MHz     | 4MB | 32MB | 4MB  | 2,1 GB (SCSI-II)   | 8x    | 7.5.3-9.0 | 6 PCI             | 08/1996 - 08/1998 |
| S900/200 DP      | PowerPC 604e, 200 MHz (2) | 4MB | 32MB | 4MB  | 2,1 GB (SCSI-II)   | 8x    | 7.5.3-9.0 | 6 PCI             | 11/1996 - 08/1997 |
| S900/225         | PowerPC 604e, 225 MHz     | 4MB | 32MB | 8MB  | 2,1 GB (SCSI-II)   | 8x    | 7.5.3-9.0 | 6 PCI             | 09/1996 - 10/1997 |
| S900/233         | PowerPC 604e, 233 MHz     | 4MB | 32MB | 8MB  | 2,1 GB (SCSI-II)   | 8x    | 7.5.3-9.0 | 6 PCI             | 03/1997 - 08/1998 |
| S900/240         | PowerPC 604e, 240 MHz     | 4MB | 32MB | 8MB  | 2,1 GB (SCSI-II)   | 8x    | 7.5.3-9.0 | 6 PCI             | 01/1997 - 03/1997 |
| S900/250         | PowerPC 604e, 250 MHz     | 4MB | 32MB | 8MB  | 2,1 GB (UltraSCSI) | 8x    | 7.5.3-9.0 | 6 PCI             | 03/1997 - 08/1998 |
| S900i/250        | PowerPC 604e, 250 MHz     | 4MB | 32MB | 8MB  | 2,1 GB (UltraSCSI) | 24x   | 7.5.3-9.0 | 6 PCI             | 03/1997 - 08/1998 |
| S900/250 DP      | PowerPC 604e, 250 MHz (2) | 4MB | 32MB | 8MB  | 2,1 GB (UltraSCSI) | 12x   | 7.5.3-9.0 | 6 PCI             | 03/1997 - 08/1998 |
| S910/250         | PowerPC 604e, 250 MHz     | 4MB | 64MB | 8MB  | 4,0 GB (UltraSCSI) | 24x   | 7.6.1-8.6 | 6 PCI             | 07/1997 - 10/1997 |
| S900Base (w/ G3) | PowerPC 750 (G3), 250 MHz | 4MB | 64MB | 8MB  | 4,0 GB (SCSI-II)   | 24x   | 7.5.3-9.0 | 6 PCI             | 10/1997 - 08/1998 |

1. ↑  Mac OS-versies hoger dan 8.1 werden op SuperMac officieel niet ondersteund door Apple.
2. 1 2  Via de E100-kaart met UltraSCSI en 10/100Base-T ethernet.
3. ↑  Werd standaard geleverd met een interne 33,6k modem.
4. ↑  Voorzien van "CacheDoubler"-technologie om snellere toegang tot het level 2 cache geheugen mogelijk te maken.

### UMAX SuperMac J700 (Centauri)
De SuperMac J700 heeft een desktop-behuizing, is gebaseerd op de Tsunami-architectuur en kan tot maximum 1 GB geheugen bevatten (8x 168-pin DIMMs). De J700 heeft een Apple Attachment Unit Interface (AAUI) voor de ethernetconnectie en kon uitgerust worden met een optionele E100-kaart (met 10/100BASE-T ethernet en UltraSCSI). De J700 werd geleverd met een externe 28,8k of 33,6k modem. In Europa werd de computer verkocht onder de naam "Centauri xxx0" (waarbij xxx de kloksnelheid in MHz is).
| Model    | CPU                   | ROM | RAM  | VRAM | HD               | CDROM | Mac OS    | Uitbreidingssleuf | Jaren             |
| -------- | --------------------- | --- | ---- | ---- | ---------------- | ----- | --------- | ----------------- | ----------------- |
| J700/150 | PowerPC 604, 150 MHz  | 4MB | 16MB | 2MB  | 2,0 GB (SCSI-II) | 6,7x  | 7.5.3-9.0 | 4 PCI             | 07/1996 - 02/1997 |
| J700/180 | PowerPC 604e, 180 MHz | 4MB | 24MB | 2MB  | 2,1 GB (SCSI-II) | 8x    | 7.5.3-9.0 | 4 PCI             | 10/1996 - 08/1998 |
| J700/233 | PowerPC 604e, 233 MHz | 4MB | 24MB | 4MB  | 2,0 GB (SCSI-II) | 24x   | 7.5.3-9.0 | 4 PCI             | 10/1997 - 08/1998 |
| J710/200 | PowerPC 604e, 200 MHz | 4MB | 32MB | 4MB  | 3,0 GB (IDE)     | 24x   | 7.5.3-9.0 | 2 PCI             | 01/1998 - 02/1998 |
| J710/250 | PowerPC G3, 250 MHz   | 4MB | 64MB | 6 MB | 3,0 GB (IDE)     | 24x   | 8.1-9.0   | 2 PCI             | -                 |

1. ↑  Mac OS-versies hoger dan 8.1 werden op SuperMac officieel niet ondersteund door Apple.
2. 1 2  Is gebaseerd op de Alchemy-architectuur en heeft een C500-behuizing. Werd aangekondigd op MacWorld Expo '98 maar is nooit op de markt gebracht.

### UMAX SuperMac C500 (Apus)
De SuperMac C500 heeft een compacte desktop-behuizing, is gebaseerd op de Alchemy-architectuur en kon tot maximum 144 MB geheugen bevatten (2x 168-pin DIMMs). De C500 had standaard geen ethernet, maar kon met een optionele 10BASE-T-ethernetkaart uitgerust worden. In Europa en Azië werd de computer verkocht onder de naam "Apus 2xxx" (waarbij xxx de kloksnelheid in MHz is).
| Model      | CPU                   | ROM | RAM   | VRAM | HD           | CDROM | Mac OS    | Uitbreidingssleuf | Jaren             |
| ---------- | --------------------- | --- | ----- | ---- | ------------ | ----- | --------- | ----------------- | ----------------- |
| C500/140   | PowerPC 603e, 140 MHz | 4MB | 16MB  | 1MB  | 1,2 GB (IDE) | 8x    | 7.5.3-9.0 | 2 PCI             | 07/1996 - 05/1997 |
| C500LT/140 | PowerPC 603e, 140 MHz | 4MB | 16MB  | 1MB  | 1,2 GB (IDE) | 8x    | 7.5.3-9.0 | 2 PCI             | 05/1997 - 08/1997 |
| C500/160   | PowerPC 603e, 160 MHz | 4MB | 16 MB | 1 MB | 1,2 GB (IDE) | 8x    | 7.5.3-9.0 | 2 PCI             | 09/1996 - 07/1997 |
| C500/180   | PowerPC 603e, 180 MHz | 4MB | 16MB  | 1MB  | 1,2 GB (IDE) | 8x    | 7.5.3-9.0 | 2 PCI             | 10/1996 - 05/1997 |
| C500e/180  | PowerPC 603e, 180 MHz | 4MB | 16MB  | 1MB  | 1,2 GB (IDE) | 8x    | 7.5.3-9.0 | 2 PCI             | 05/1997 - 08/1997 |
| C500i/180  | PowerPC 603e, 180 MHz | 4MB | 16MB  | 1MB  | 1,2 GB (IDE) | 8x    | 7.5.3-9.0 | 2 PCI             | 05/1997 - 10/1997 |
| C500LT/180 | PowerPC 603e, 180 MHz | 4MB | 16MB  | 1MB  | 1,2 GB (IDE) | 8x    | 7.5.3-9.0 | 2 PCI             | 05/1997 - 08/1997 |
| C500e/200  | PowerPC 603e, 200 MHz | 4MB | 16MB  | 1MB  | 2,0 GB (IDE) | 12x   | 7.5.3-9.0 | 2 PCI             | 08/1997 - 03/1998 |
| C500i/200  | PowerPC 603e, 200 MHz | 4MB | 16MB  | 1MB  | 2,0 GB (IDE) | 12x   | 7.5.3-9.0 | 2 PCI             | 08/1997 - 03/1998 |
| C500LT/200 | PowerPC 603e, 200 MHz | 4MB | 16MB  | 1MB  | 2,0 GB (IDE) | 8x    | 7.5.3-9.0 | 2 PCI             | 08/1997 - 03/1998 |
| C500/240   | PowerPC 603e, 240 MHz | 4MB | 24MB  | 1MB  | 3,0 GB (IDE) | 24x   | 7.5.3-9.0 | 2 PCI             | 10/1997 - 08/1998 |
| C500e/240  | PowerPC 603e, 240 MHz | 4MB | 24MB  | 1MB  | 3,0 GB (IDE) | 24x   | 7.5.3-9.0 | 2 PCI             | 10/1997 - 08/1998 |

1. ↑  Mac OS-versies hoger dan 8.1 werden op SuperMac officieel niet ondersteund door Apple.
2. 1 2 3  Werd standaard geleverd met een 10BASE-T-ethernetkaart.
3. 1 2  Werd standaard geleverd met een externe 33,6k modem.

### UMAX SuperMac C600 (Apus)
De SuperMac C600 heeft een tower-behuizing, is gebaseerd op de Alchemy-architectuur en kon tot maximum 144 MB geheugen bevatten (2x 168-pin DIMMs). De C600 had een interne 28,8k modem (in het Comm-2-slot) en geen ethernet, maar kon met een optionele 10BASE-T-ethernetkaart uitgerust worden. In Europa en Azie werd de computer verkocht onder de naam "Apus 3xxx" (waarbij xxx de kloksnelheid in MHz is).
| Model      | CPU                       | ROM | RAM  | VRAM | HD           | CDROM   | Mac OS    | Uitbreidingssleuf | Jaren             |
| ---------- | ------------------------- | --- | ---- | ---- | ------------ | ------- | --------- | ----------------- | ----------------- |
| C600/160   | PowerPC 603e, 160 MHz     | 4MB | 16MB | 1MB  | 1,2 GB (IDE) | 8x      | 7.5.3-9.0 | 3 PCI, Comm-2     | 08/1996 - 08/1997 |
| C600/180   | PowerPC 603e, 180 MHz     | 4MB | 16MB | 1MB  | 1,2 GB (IDE) | 8x      | 7.5.3-9.0 | 3 PCI, Comm-2     | 08/1996 - 08/1997 |
| C600/200   | PowerPC 603e, 200 MHz     | 4MB | 16MB | 1MB  | 2,1 GB (IDE) | 8x      | 7.5.3-9.0 | 3 PCI, Comm-2     | 08/1996 - 05/1998 |
| C600e/200  | PowerPC 603e, 200 MHz     | 4MB | 32MB | 1MB  | 2,1 GB (IDE) | 12x     | 7.5.3-9.0 | 3 PCI, Comm-2     | 05/1997 - 05/1998 |
| C600vPC    | PowerPC 603e, 200,240 MHz | 4MB | 32MB | 1MB  | 3,3 GB (IDE) | 12x,24x | 7.5.3-9.0 | 3 PCI, Comm-2     | 10/1997 - 08/1998 |
| C600/240   | PowerPC 603e, 240 MHz     | 4MB | 24MB | 1MB  | 2,1 GB (IDE) | 8x      | 7.5.3-9.0 | 3 PCI, Comm-2     | 10/1996 - 10/1997 |
| C600LT/240 | PowerPC 603e, 240 MHz     | 4MB | 24MB | 1MB  | 2,1 GB (IDE) | 12x     | 7.5.3-9.0 | 3 PCI, Comm-2     | 08/1997 - 08-1998 |
| C600x/240  | PowerPC 603e, 240 MHz     | 4MB | 32MB | 1MB  | 3,0 GB (IDE) | 12x     | 7.5.3-9.0 | 3 PCI, Comm-2     | 06/1997 - 03/1998 |
| C600x/280  | PowerPC 603e, 280 MHz     | 4MB | 32MB | 1MB  | 4,0 GB (IDE) | 12x     | 7.5.3-9.0 | 3 PCI, Comm-2     | 06/1997 - 08/1998 |

1. ↑  Mac OS-versies hoger dan 8.1 werden op SuperMac officieel niet ondersteund door Apple.
2. ↑  Werd standaard geleverd zonder modem maar met een 10BASE-T-ethernetkaart.
3. ↑  Werd standaard geleverd zonder modem maar met een 10BASE-T-ethernetkaart en Connectix Virtual PC.
4. ↑  Werd standaard geleverd met een interne 33,6k modem in plaats van een 28,8k modem.
5. ↑  Werd standaard geleverd zonder modem
6. 1 2  Voorzien van "CacheDoubler"-technologie om snellere toegang tot het level 2 cache geheugen mogelijk te maken.

### UMAX SuperMac Aegis
De SuperMac Aegis heeft een tower-behuizing, is gebaseerd op de Tanzania-architectuur en kon tot maximum 160 MB geheugen bevatten (3x 168-pin DIMMs) . De Aegis had standaard 10BASE-T-ethernet en werd geleverd met een externe 28,8k modem. Dit model werd verkocht in sommige delen van Europa en Azië aan kleine bedrijven, meestal in de plaats van de J700-serie.
| Model     | CPU                   | ROM | RAM  | VRAM | HD               | CDROM          | Mac OS    | Uitbreidingssleuf | Jaren             |
| --------- | --------------------- | --- | ---- | ---- | ---------------- | -------------- | --------- | ----------------- | ----------------- |
| Aegis 200 | PowerPC 604e, 200 MHz | 4MB | 32MB | 2MB  | 2.5 GB (IDE-ATA) | 8x (IDE-ATAPI) | 7.5.3-9.0 | 5 PCI             | 10/1996 - 12/1997 |

1. ↑  Mac OS-versies hoger dan 8.1 werden op SuperMac officieel niet ondersteund door Apple.

## Upgrades
De S900 was een van de meest populaire Macintosh-klonen die ooit gemaakt zijn. De SuperMacs zijn de enige klonen die officieel Mac OS 8.1 kunnen draaien dankzij de Mac OS 8-licentie die UMAX van Apple verkregen had. Alle andere Macintosh-klonen van andere fabrikanten konden officieel alleen maar tot Mac OS 7.6 gaan. Het was zelfs mogelijk om Mac OS 8.5 (dat uitkwam nadat de licentie van UMAX was verlopen) tot Mac OS 9.1 op een SuperMac te draaien, hoewel dit niet officieel ondersteund werd door Apple.
Met een PowerPC 604e-processor kon de S900 Mac OS X niet draaien, maar met behulp van een G3-processorupgrade en XPostFacto 4.0 (een open source hulpprogramma dat de installatie van PowerPC-versies van Mac OS X mogelijk maakt op Macintosh-systemen die niet officieel door Apple worden ondersteund) zou de S900 verschillende versies van Mac OS X tot 10.4 Tiger kunnen draaien, mits enkele beperkingen.